# بصريك
بصريك هي قرية في مقاطعة أرومية، إيران. يقدر عدد سكانها بـ 44 نسمة بحسب إحصاء 2016.